# Submission wrestling
Submission wrestling, también conocido como submission grappling (grappling de sumisión), submission fighting o sport grappling, es una forma de competición y un término general para las artes marciales y deportes de combate que se enfocan en el clinch y en la pelea en el suelo con el objetivo de obtener una sumisión a través del uso de «agarres de sumisión». El término submission wrestling usualmente se refiere solamente a la forma de competir y entrenar que no usa un gi, o combat kimono, del tipo que se usa a menudo con cinturones que establecen rango por color, aunque alguno pueden usar pantalones sueltos como uniforme, sin el uso de chaqueta. El no uso del gi tiene un impacto mayor en el deporte: hay muchas estrangulaciones que hacen uso de las solapas del gi, lo que las vuelve inutilizables y, en general, el grappling se vuelve más difícil cuando el oponente no tiene un gi del cual agarrarse.
El deporte de submission wrestling reúne técnicas de Catch wrestling, Lucha colegial, Lucha Grecorromana, Freestyle wrestling, Jujutsu, Judo, Jiu-Jitsu Brasileño, Luta Livre y Sambo. Submission grappling como elemento de un marco deportivo más amplio es muy común en las artes marciales mixtas, el jiu-jitsu brasileño, el catch wrestling, entre otros. Los submission wrestlers o grapplers usualmente usan pantalones cortos, camisetas, pantalones de lucha, licras, y atuendos cortos mixtos para que no se rompan durante el combate. También son conocidos por utilizar técnicas que usualmente están prohibidas en otras disciplinas o competiciones como los heel hooks, toe holds, y llaves a la mueñcas.

## Término genérico
Las escuelas y peleadores de artes marciales mixtas suelen usar el término submission wrestling para referirse a sus métodos de grappling para evitar la asociación con una disciplina en particular. La etiqueta también se usa a veces para describir la táctica en la competencia de artes marciales mixtas de confiar principalmente en las habilidades de submission wrestling para derrotar al oponente.

## Estilos
- Catch wrestling: el estilo de grappling (sin gi) originado en Lancashire, Norte de Inglaterra que luego se volvió el estilo de lucha dominante en Estados Unidos durante el siglo 19, ha experimentado un resurgimiento durante los últimos años debido a la popularidad del MMA. La lucha libre profesional en sus inicios fue un tipo de catch wrestling competitivo antes de que el deporte transcionara al entretenimiento deportivo durante mediados de los 1920s.
- Judo: Un arte marciales japonés enfocando en los lanzamientos de alto impacto, pins, joint-locks, y estrangulamientos. También es un deporte Olímpico, practicado usando el Judogi pero ha sido adapatado para fines del submission wrestling.
- Jiu-jitsu japonés o jujutsu: Un arte antiguo de Japón de wrestling/grappling que pone un gran énfasis en locks de articulaciones, estrangulaciones y lances. Usa un gi tradicionalmente, pero entrenar sin uno no es raro.
- Sport Sambo: Una estilo ruso de grappling que típicamente usa una chaqueta, pero sin pantalones de gi. Sambo utiliza leglocks, pero la mayoría de los estilos no permiten estrangulaciones.
- Jiu-jitsu brasileño: Un estilo muy popular que pone un gran énfasis en la lucha en el suelo. Se entrena con o sin gi.
- Luta livre esportiva: Una forma de submission wrestling que deriva del Catch wrestling, nativa de Brasil. Se entrena sin gi.
- Pancracio: Originario de la antigua Grecia, combina elementos que actualmente se encuentran en el boxeo (pygmachia) y en las patadas de muchasartes marciales (laktisma) con movimientos de la lucha originaria de Grecia (pale) y llaves cojuntas, creando así un amplio deporte similar a las artes marciales mixtas actuales.
- 10th Planet Jiu-Jitsu: Una híbrido estadounidense de jiu-jitsu brasileño sin gi fundado por Eddie Bravo, con influencias de la lucha colegial estadounidense y el estilo de jiu-jitsu brasileño de Jean Jacques Machado. Más enfocado en la media guardia sin gi y en las técnicas de guardia que pueden ser consideradas poco ortodoxas en jiu-jitsu brasileño.[6]
- Shoot wrestling: Un artes marciales japonés (sin el gi) basado en el freestyle wrestling, la lucha grecorromana, el Sambo, y el catch wrestling, que más tarde incorporó el karate, el Muay Thai, y el judo. Las dos sub-disciplinas principales del shoot wrestling son shooto y shootfighting.
  - Shooto: Una artes martciales japonés que consiste en catch wrestling, judo, jujutsu, sambo, y kickboxing desarrollado por luchador profesional Satoru Sayama.
  - Shootfighting: Un arte marcial japonés que consiste en Muay Thai y catch wrestling.

## Estilos híbridos

### Combat Jiu-Jitsu
Combat Jiu-Jitsu (CJJ) es un híbrido entre jiu-jitsu brasileño en no-gi y MMA inventado por el cinturón negro en Jiu-Jitsu Brasileño estadounidense Eddie Bravo en 2013. Luego de su éxito en los eventos de los Invitacionales de Eddie Bravo (EBI), Bravo decidió crear un arte marcial enfocado en la defensa personal que pueda ser usado en competencias. Inspirado en los combates de Pancrase además del original Gracie Challenge.
CJJ incorpora técnicas del jiu-jitsu brasileño no-gi mientras añade golpes con la palma abierta permitiendo que los competidores se golpen entre sí cuando están en el suelo para abrir su defensa, los combates de CJJ sólo pueden ser ganados por sumisión ya que el CJJ no tiene sistema de puntuación.
La primera combates de CJJ se llevaron a cabo durante el EBI 11 en 2017, el primero evento de Combat Jiu-Jitsu (llamados Mundiales) se llevaron a cabo en 2018.

## Organizaciones y Torneos de Grappling
- ONE Championship
- United World Wrestling
- British Grappling
- ADCC Submission Wrestling World Championship
- Campeonato Mundial de Jiu-Jitsu de la IBJJF
- NAGA
- Grapplers Quest
- International Combat Wrestling Federation